# Vampyromorphida
A Vampyromorphida a fejlábúak (Cephalopoda) osztályának a tintahalalakúak (Coleoidea) alosztályába, ezen belül a nyolckarú polipok (Octopodiformes) öregrendjébe tartozó rend.
E rend fajai hasonlítanak az Octopoda-fajokra, azonban a karjaik nem szabadok, hanem egy bőrköpenybe vannak összefogva. E nyolc kar mellett még két kisebb karja is van.

## Rendszerezés
A rendbe az alábbi alrendek, családok és alcsaládok tartoznak; ezekből csak 1 faj él most is:
- ?Kelaenina - alrend; az idetartozása kérdéses
  - †Muensterellidae - család
- †Prototeuthina - alrend
  - †Loligosepiidae - család
  - †Geopeltididae - család
  - †Lioteuthididae - család
  - †Mastigophoridae - család
- †Mesoteuthina - alrend
  - †Palaeololiginidae - család
    - †Teudopseinae - alcsalád
    - †Palaeololigininae - alcsalád
- Vampyromorphina - alrend
  - vámpírtintahal-félék (Vampyroteuthidae) - család

Az alábbi taxonokat, korábban ebbe a rendbe sorolták, de azóta máshová helyezték át:
- †Plesioteuthididae - család
- †Leptotheuthididae - család
- †Trachyteuthididae - család
  - †Trachyteuthidinae - alcsalád
  - †Actinosepiinae - alcsalád

## Képek

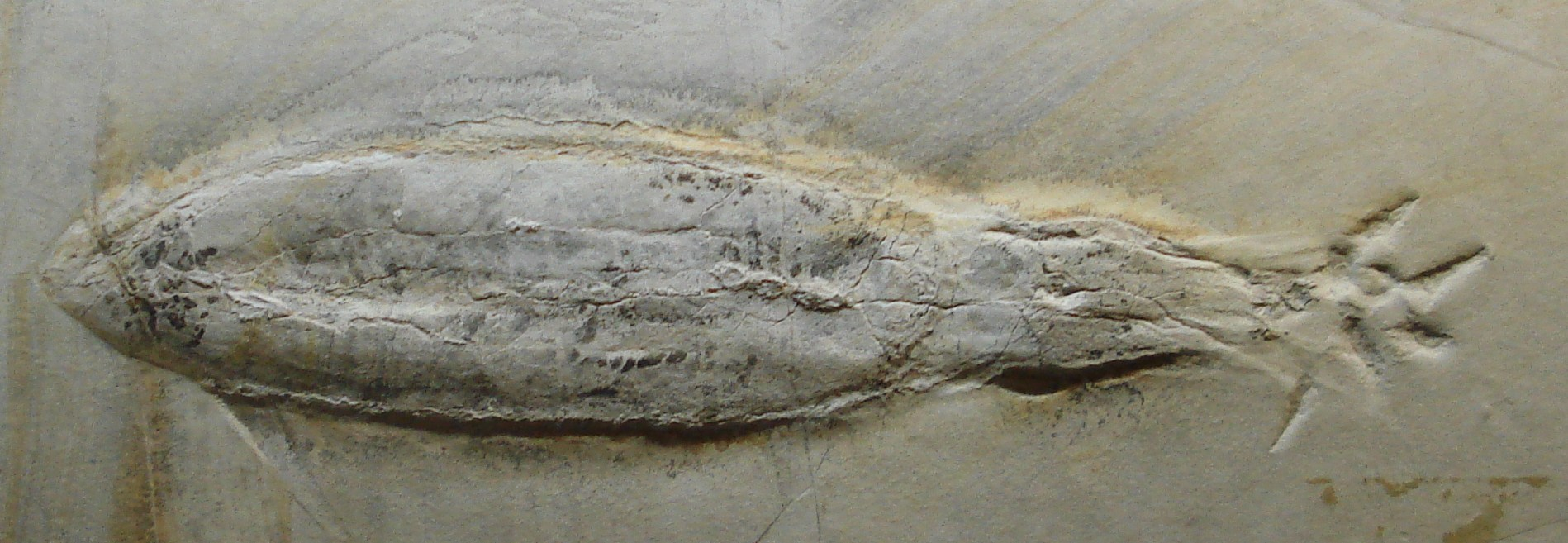
Leptoteuthis gigas
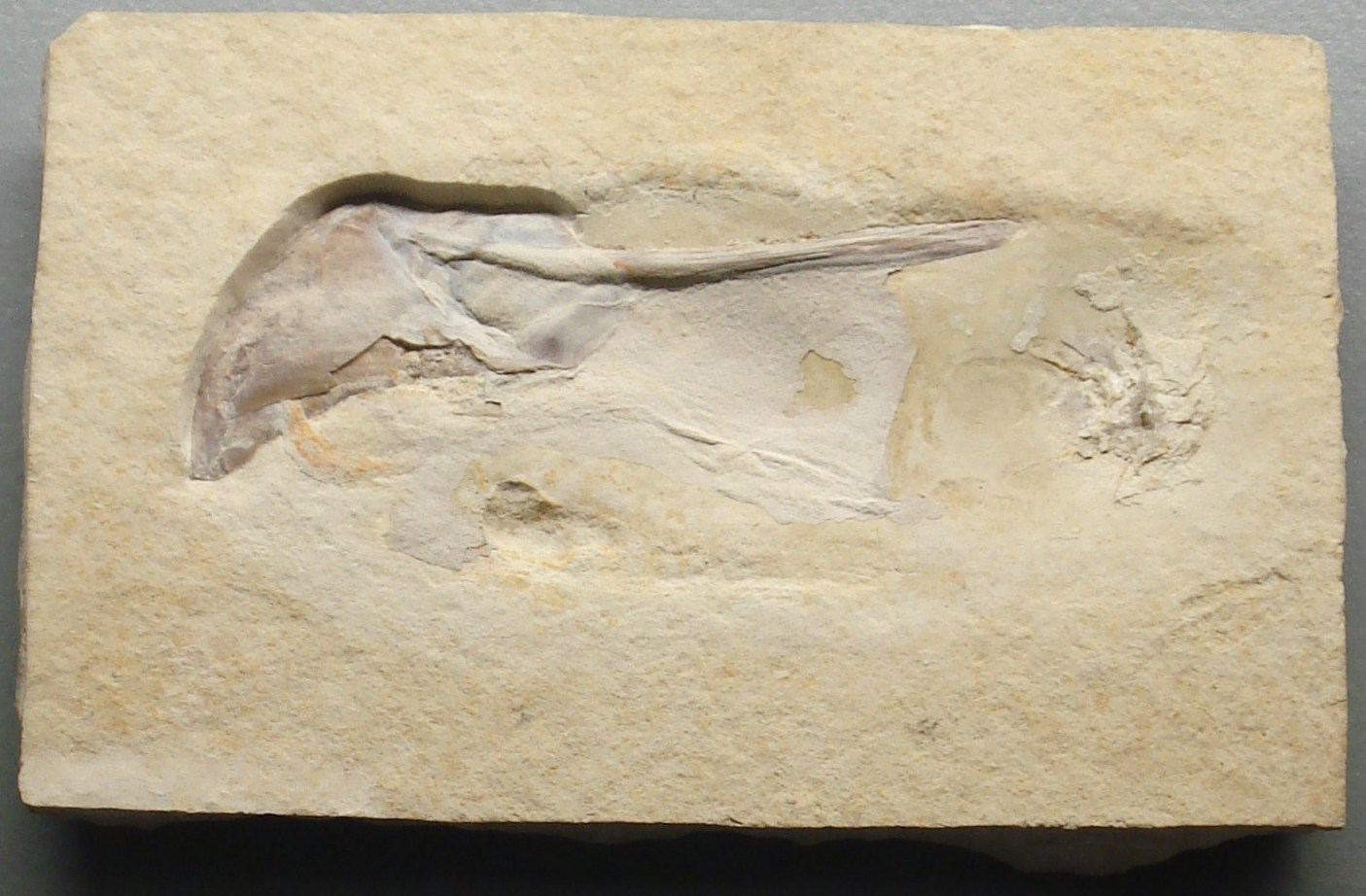
Muensterella scutellaris
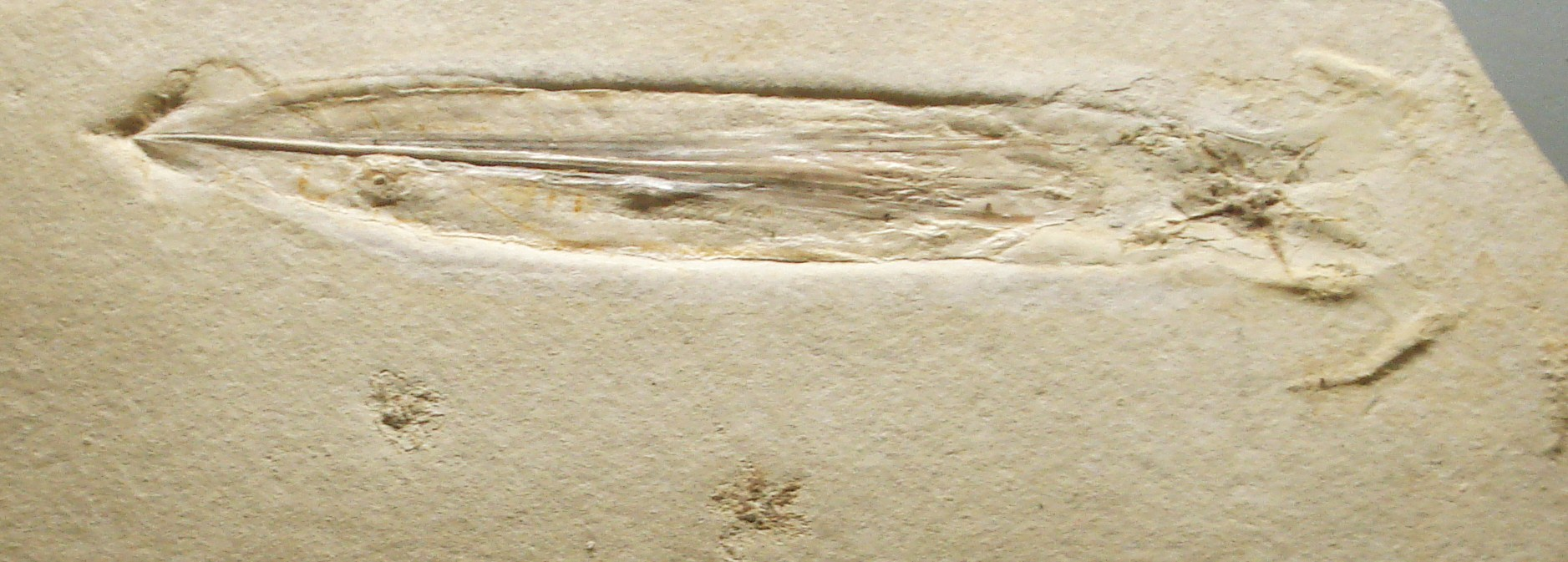
Palaeololigo oblonga
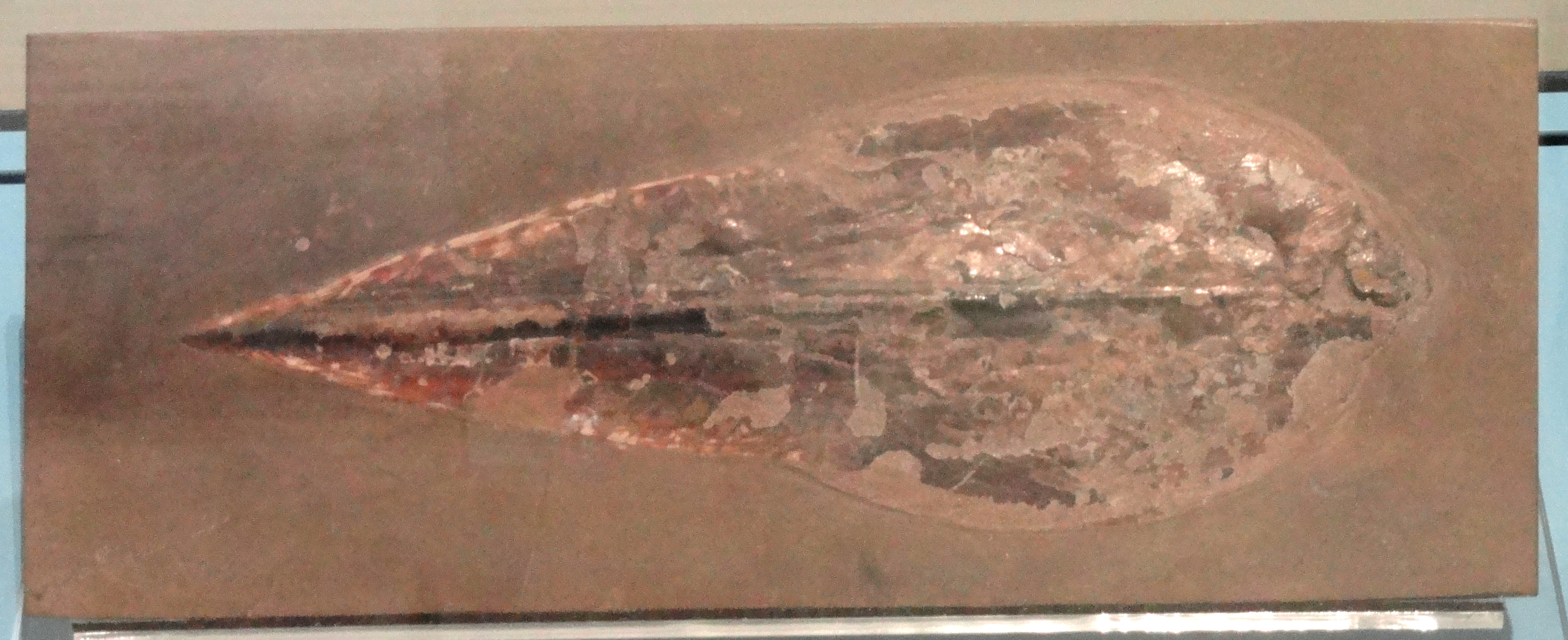
Teudopsis subcostata
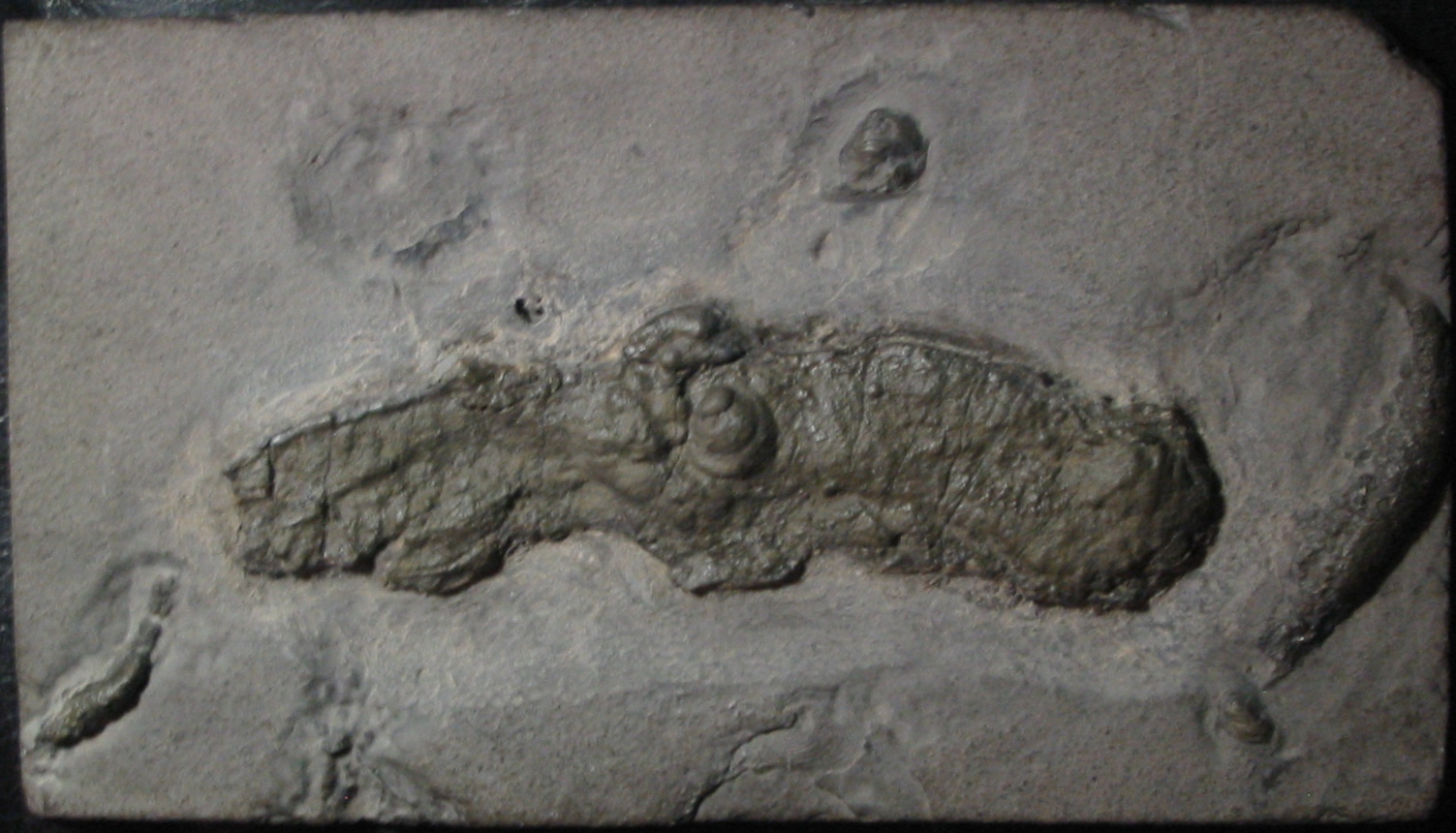
Vampyronassa rhodanica

### Fordítás
Ez a szócikk részben vagy egészben  a   Vampyromorphida című angol Wikipédia-szócikk ezen változatának fordításán alapul.  Az eredeti cikk szerkesztőit annak laptörténete sorolja fel. Ez a jelzés csupán a megfogalmazás eredetét és a szerzői jogokat jelzi, nem szolgál a cikkben szereplő információk forrásmegjelöléseként.